# 羽島市

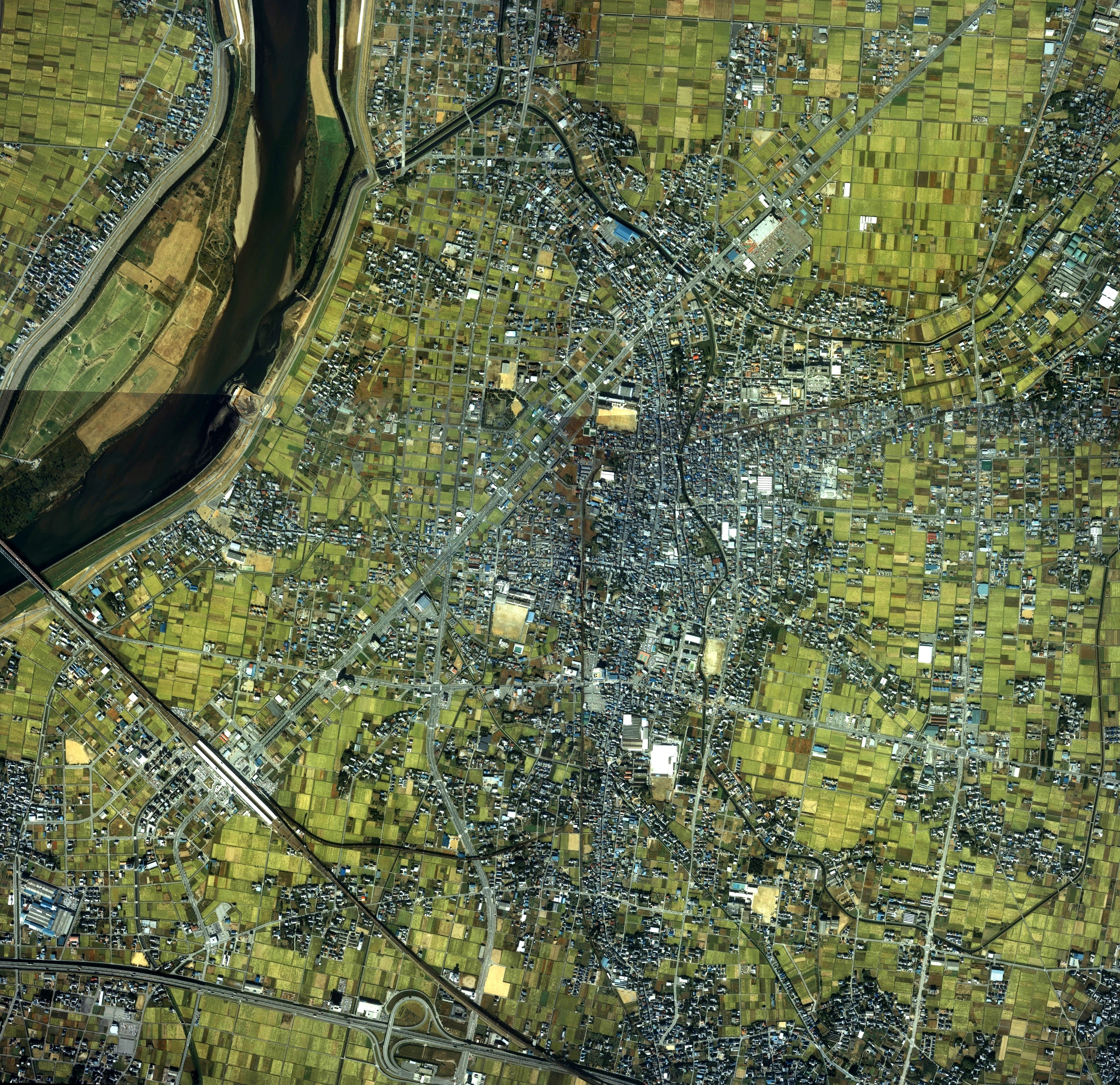
羽島市中心部周辺の空中写真。1987年撮影の6枚を合成作成。。

羽島市（はしまし）は、岐阜県の南部に位置する市。岐阜地区に含まれる。
東海道新幹線の駅、名神高速道路のインターチェンジ、店舗名・支店名などで、岐阜羽島という名称が用いられることが多く、当地を岐阜羽島と呼ぶことも多い。

## 地理
市域の多くは東の木曽川と西の長良川に挟まれた輪中地帯であり二つの河川は羽島市の南端で合流している。また、市の北辺にあたる境川は、かつての木曽川本流で美濃国と尾張国を分かつ川であった。
1897年（明治30年）に羽栗郡の一部と中島郡が合併して羽島郡となり、1954年（昭和29年）に羽島郡の南部の10町村が合併して羽島市となった。
冬は伊吹山から吹き付ける伊吹おろしが吹く。

### 河川
- 木曽川
- 長良川
- 境川
- 逆川
- 桑原川

### 隣接している自治体
- 岐阜市、大垣市、海津市、羽島郡笠松町、安八郡安八町、輪之内町
- 愛知県一宮市、稲沢市

## 歴史

### 先史時代
- 7,000年以上前は海の底であった。弥生時代の遺物が福寿町浅平から発見されており、そのころには既に定住が始まっている。神話上の話であるが、ヤマトタケルが伊吹山に向かった際に足近町（阿遅加）に立ち寄ったとの記述が古事記にある。これが羽島市内の地名の初出である。

### 古代
- 古くから熱田神宮から不破関を結ぶ道が通っていた。墨俣町の下宿と羽島市の小熊には墨俣川（長良川）が流れており、それを結ぶ墨俣の渡しは軍事的に重要な場所であった。小熊側は中山と呼ばれるように小高くなっており、江戸時代が始まるまで度々兵が敷かれた。
- 602年（推古10年）に羽島市で最古の寺院である西方寺が聖徳太子由来の太子寺として足近町に建立される。
- 奈良時代、平安時代に東海道を整備するが、船が貧弱であったためにもっぱら羽島市を通る脇街道の美濃路が使われた。そのために、租庸調を運ぶ人々の往来で混雑した。835年の太政官符にみることができる。
- 769年（神護景雲3年）、776年（宝亀7年）、853年（仁寿3年）に広野川（木曽川）で洪水が起きた記録がある。865年までには川が分岐してしまい、尾張側に水が流れ込む事態になったので朝廷に申し出て修復工事を行ったが美濃側の郡司らがこれを妨害した（広野川紛争）。
- 律令体制が確立して後は尾張国の葉栗郡と中島郡として管理され、東大寺や弘福寺の寺領であった。
- 平安時代末期の1181年（治承5年）、治承・寿永の乱（源平合戦）のひとつといわれる墨俣川の戦いが墨俣川（長良川）河畔で起きた。源氏の本陣は小熊町の一乗寺にあったとされている。戦いは平氏の圧勝で、源氏は愛知県の熱田神宮まで敗走し、その後矢作川まで追われた。

### 中世
- 1190年（建久元年）の源頼朝が初上洛をした際にも10月28日に小熊宿とあり、熱田神宮から不破関を結ぶ道を鎌倉街道として使う。後の将軍たちも羽島市を通る。
- 尾張国を鎌倉時代には土岐氏が領し、室町時代には斯波氏が領した。
- 1221年（承久3年）承久の乱では後鳥羽上皇側の陣が敷かれた。
- 1338年（建武5年/延元3年）、青野原の戦いに先立ち北畠顕家が足近に攻め込む。

### 近世

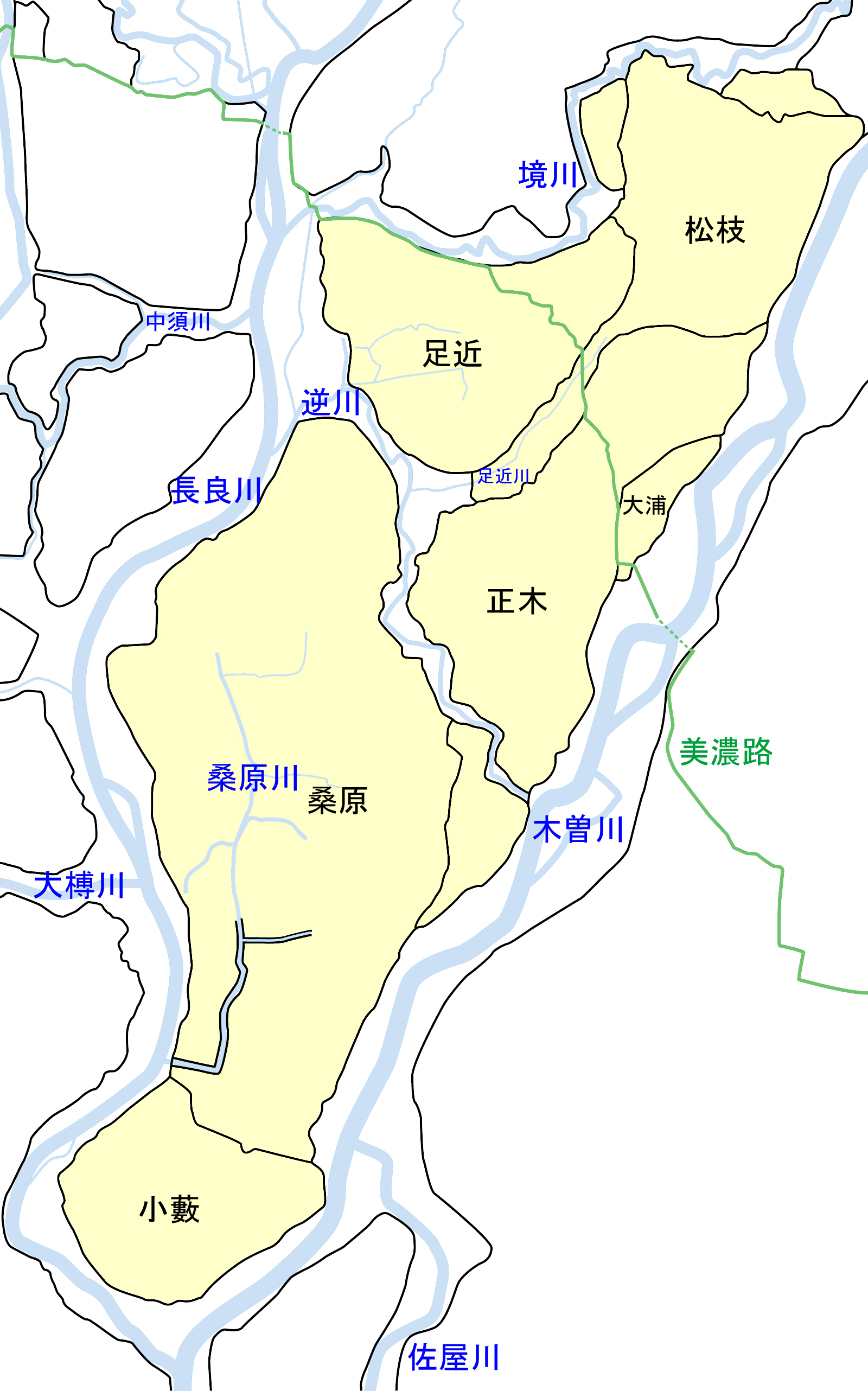
木曽三川分流工事前の羽島市域の輪中と河川の様子

- 戦国時代になると斯波氏が弱体化し葉栗郡は土岐氏の預かりとなる。そのため、領地が明確に分かれていなかったために蜂須賀正勝に代表される土豪が力を持っていたのかもしれない。この時代、熱田神宮から不破関を結ぶ道沿いにあった大恵寺や西方寺など古くからの寺社に斎藤道三が再興した話が残る。
- 弘治2年（1556年）長良川の戦いの際に織田信長が正木町大良（現在の大浦）に陣を敷いた。この際斉藤義龍と戦いに及ぶ。
- 戦国時代には、織田氏と土岐氏、斎藤氏がこの地域周辺を巡って小競り合いを繰り返していた。竹ヶ鼻城が竹腰尚隆によって建てられており、当初は土岐氏・斎藤氏の領土であったと考えられるが、恐らく織田信長の美濃攻略のときに織田氏に支配権が移ったと考えられる。
- 元亀4年（1561年）の森部の戦いをきっかけに6年間も続く泥沼の戦いが起きた。この時代、羽島市は尾張国で、織田信長は十数回出兵している。木下藤吉郎（羽柴秀吉、豊臣秀吉）が最終的に任されるのだが『武功夜話』に20回近く出兵していると記録している。
- 天正12年（1584年）の小牧・長久手の戦いにおいて、加賀野井城、竹ヶ鼻城が羽柴秀吉によって攻略され戦火を被る。
- 天正14年に木曽川で大洪水が起き、流路が現在のように羽島市の東となった。このことによって、尾張国の葉栗郡は木曽川によって二つに分かれた。現在の羽島市側の葉栗を羽柴秀吉によって、羽栗郡と改称し美濃側に組み入れた。こうして現在の羽島市は尾張国から美濃国の行政区画に組み入れられた。この洪水の結果逆川ができ、木曽川の派川であった足近川の規模は小さくなった。
- 慶長5年（1600年）関ヶ原の戦いで再び竹ヶ鼻城が攻撃された。また、加賀野井城城主加賀野井氏もこの戦いの結果滅びたため、当地を拠点とする大名はいなくなった。ただし、鎌倉以来の武将である毛利氏は尾張藩の家臣となるも、八神村を拠点とした。
- 関ヶ原の戦いが終わり、徳川家康は現在の美濃路街道を凱旋した。そのために「御吉例街道」や「御悦び街道」と呼ばれる。江戸幕府の将軍たちの上洛や朝鮮通信使、琉球使節も当地を通った。徳川吉宗に献上された象が通ったこともあった。現在も高さは違えど、その道筋の一部を残している。
- 慶長8年（1603年）旗本林氏が江吉良村をその采地として与えられる。
- 江戸時代は美濃郡代管轄の幕領、尾張藩、旗本領が混在していた。桑原町にあった大須観音（真福寺）は名古屋へと移され（今の名古屋市中区大須の大須観音）、かつての活気は失われた。
- 慶安3年（1650年）ヤロカ水と呼ばれる大洪水が起きる。
- 明暦2年（1656年）に桑原輪中が完成した。
- 寛文9年（1669年）、尾張藩の重臣石川正光が陣屋を駒塚村に移す。以降幕末に至るまで石河氏の本拠地となる。
- 寛文10年（1670年）に正木輪中が完成。
- 1711年以前に足近輪中が完成する。
- 宝暦4年（1754年）から翌年にかけて度重なる水害に羽島市を含む一帯にお手伝い普請として薩摩藩が治水工事（宝暦治水）を行った。その名残が石田の猿尾（木曽川から支流への水の勢いを弱める突起堤防）や逆川の洗堰である。この工事により切腹したり病死した薩摩の武士は薩摩義士として竹鼻別院に墓が設けられた。このような治水工事にもかかわらず、江戸時代を通じて水害はほとんど減らなかったためその後も断続的に治水普請が行われた。また、水にまつわる伝承や伝統行事が多い。
- 明和元年（1764年）京都西陣より桟留縞が伝わる。これ以降美濃縞として知られる織物の産地となる。
- 明和5年（1768年）桑原輪中で排水路整備の為三ツ分御普請が行われ、桑原川の原型となる。この時点で桑原川は小藪輪中手前の桑原町蓮池で長良川と合流していた。
- 天保3年（1832年）松枝輪中が完成する。

### 近・現代
- 1891年（明治24年）10月28日濃尾地震が発生し、竹ヶ鼻町で火事がおきる等の被害があった。
- 1896年（明治29年）に濃尾平野一帯で大水害が発生。羽島市にあった全ての輪中の堤が破れた。
- 明治時代、洪水は1925年のヨハニス・デ・レーケによる木曽三川分流工事によって収束をみた。以降は洪水の発生は稀となる。これに伴い蛇行していた長良川の流路が真っ直ぐに変更され、本来地続きだった桑原町西小藪が長良川の西側となった。
- 1911年（大正元年） - 隕石が落下、羽島隕石と名づけられる。
- 1921年（大正10年）6月25日 - 竹鼻鉄道（現名古屋鉄道竹鼻線）が開業する。
- 1928年（昭和3年） - 桑原川の長良川合流地点が羽島市南端まで延長される。
- 1946年（昭和21年）10月26日 - 昭和天皇が佐吉大仏などに行幸（昭和天皇の戦後巡幸の一環）[2]。
- 1954年（昭和29年）4月1日 - 羽島郡正木村、足近村、小熊村、竹ヶ鼻町、上中島村、下中島村、江吉良村、堀津村、福寿村及び桑原村が合併し羽島市が発足。市名は郡名（由来は羽栗郡及び中島郡）に因む。北部の笠松町、柳津町（現・岐阜市）、岐南町及び川島町（現・各務原市）は工業が発達しており、合併に加わらなかった。これらの町は引き続き羽島郡の所属となった。
- 1963年（昭和38年） - 濃尾大橋の供用開始。愛知県への移動が容易となる。
- 1964年（昭和39年）10月1日 - 東海道新幹線岐阜羽島駅が開業する。
- 1976年（昭和51年）9月12日 - 9.12水害により市域の一部が浸水した。
- 1989年（平成元年）3月1日 - 海津郡海津町（現・海津市）と境界変更。
- 1992年（平成4年）11月1日 - 羽島郡柳津町と境界変更。
- 2004年（平成16年）4月18日 - 岐阜市、岐南町、笠松町、柳津町、北方町との合併の是非を問う住民投票が実施された。結果、反対票が上回り、28日、岐阜広域合併協議会から離脱。最終的には2006年1月に柳津町のみが岐阜市と合併した。

## 変遷表
| 明治元年                | 明治7年 9月                      | 明治8年 1月                      | 明治12年 2月18日 郡区町村 編成法施行 | 明治22年 4月1日 町村制施行 | 明治30年 4月1日 羽島郡 発足 | 大正15年 4月30日                        | 昭和2年 4月1日               | 昭和25年 8月1日 | 昭和29年 4月1日        | 現在   |
| ----------------------- | -------------------------------- | -------------------------------- | ------------------------------------ | -------------------------- | --------------------------- | --------------------------------------- | ---------------------------- | --------------- | ---------------------- | ------ |
| 羽栗郡 坂井村           | 羽栗郡 坂井村                    | 羽栗郡 坂井村                    | 羽栗郡 坂井村                        | 羽栗郡 坂井村              | 羽島郡 足近村               | 羽島郡 足近村                           | 羽島郡 足近村                | 羽島郡 足近村   | 昭和29年 4月1日 羽島市 | 羽島市 |
| 羽栗郡 市場村           | 羽栗郡 市場村                    | 羽栗郡 市場村                    | 羽栗郡 市場村                        | 羽島郡 市場村              | 羽島郡 足近村               | 羽島郡 足近村                           | 羽島郡 足近村                | 羽島郡 足近村   | 昭和29年 4月1日 羽島市 | 羽島市 |
| 羽栗郡 南宿村           | 羽栗郡 南宿村                    | 羽栗郡 南宿村                    | 羽栗郡 南宿村                        | 羽栗郡 南宿村              | 羽島郡 足近村               | 羽島郡 足近村                           | 羽島郡 足近村                | 羽島郡 足近村   | 昭和29年 4月1日 羽島市 | 羽島市 |
| 羽栗郡 北宿村           | 羽栗郡 北宿村                    | 羽栗郡 北宿村                    | 羽栗郡 北宿村                        | 羽島郡 北宿村              | 羽島郡 足近村               | 羽島郡 足近村                           | 羽島郡 足近村                | 羽島郡 足近村   | 昭和29年 4月1日 羽島市 | 羽島市 |
| 羽栗郡 直道村           | 羽栗郡 直道村                    | 羽栗郡 直道村                    | 羽栗郡 直道村                        | 羽栗郡 直道村              | 羽島郡 足近村               | 羽島郡 足近村                           | 羽島郡 足近村                | 羽島郡 足近村   | 昭和29年 4月1日 羽島市 | 羽島市 |
| 羽栗郡 小荒井村         | 羽栗郡 小荒井村                  | 羽栗郡 小荒井村                  | 羽栗郡 小荒井村                      | 羽栗郡 小荒井村            | 羽島郡 足近村               | 羽島郡 足近村                           | 羽島郡 足近村                | 羽島郡 足近村   | 昭和29年 4月1日 羽島市 | 羽島市 |
| 羽栗郡 南之川村         | 明治7年 9月 羽栗郡 南之川村      | 羽栗郡 南之川村                  | 羽栗郡 南之川村                      | 羽栗郡 南之川村            | 羽島郡 足近村               | 羽島郡 足近村                           | 羽島郡 足近村                | 羽島郡 足近村   | 昭和29年 4月1日 羽島市 | 羽島市 |
| 羽栗郡 馬飼新田         | 明治7年 9月 羽栗郡 南之川村      | 羽栗郡 南之川村                  | 羽栗郡 南之川村                      | 羽栗郡 南之川村            | 羽島郡 足近村               | 羽島郡 足近村                           | 羽島郡 足近村                | 羽島郡 足近村   | 昭和29年 4月1日 羽島市 | 羽島市 |
| 明治7年 9月 羽栗郡 島村 | 羽栗郡 島村                      | 羽栗郡 島村                      | 羽栗郡 島村                          |                            |                             |                                         |                              |                 | 昭和29年 4月1日 羽島市 | 羽島市 |
| 明治7年 9月 羽栗郡 島村 | 羽栗郡 島村                      | 羽栗郡 島村                      | 羽栗郡 島村                          | 羽栗郡 小熊村              | 羽栗郡 小熊村               | 羽栗郡 小熊村                           | 羽栗郡 小熊村                |                 | 昭和29年 4月1日 羽島市 | 羽島市 |
| 羽栗郡 足近新田         | 羽栗郡 足近新田                  | 羽栗郡 足近新田                  | 羽栗郡 島村                          | 羽栗郡 小熊村              | 羽栗郡 小熊村               | 羽栗郡 小熊村                           | 羽栗郡 小熊村                | 羽栗郡 足近新田 | 昭和29年 4月1日 羽島市 | 羽島市 |
| 羽栗郡 西小熊村         | 羽栗郡 西小熊村                  | 羽栗郡 西小熊村                  | 羽栗郡 西小熊村                      | 羽栗郡 小熊村              | 羽栗郡 小熊村               | 羽栗郡 小熊村                           | 羽栗郡 小熊村                | 羽栗郡 西小熊村 | 昭和29年 4月1日 羽島市 | 羽島市 |
| 羽栗郡 東小熊村         | 羽栗郡 東小熊村                  | 羽栗郡 東小熊村                  | 羽栗郡 東小熊村                      | 羽栗郡 小熊村              | 羽栗郡 小熊村               | 羽栗郡 小熊村                           | 羽栗郡 小熊村                | 羽栗郡 東小熊村 | 昭和29年 4月1日 羽島市 | 羽島市 |
| 羽栗郡 川口村           | 羽栗郡 川口村                    | 明治8年 6月1日 羽栗郡 川森村     | 羽栗郡 川森村                        | 羽栗郡 小熊村              | 羽栗郡 小熊村               | 羽栗郡 小熊村                           | 羽栗郡 小熊村                | 羽栗郡 川森村   | 昭和29年 4月1日 羽島市 | 羽島市 |
| 羽栗郡 天王森村         | 羽栗郡 天王森村                  | 明治8年 6月1日 羽栗郡 川森村     | 羽栗郡 川森村                        | 羽栗郡 小熊村              | 羽栗郡 小熊村               | 羽栗郡 小熊村                           | 羽栗郡 小熊村                | 羽栗郡 川森村   | 昭和29年 4月1日 羽島市 | 羽島市 |
| 羽栗郡 竹ヶ鼻村         | 羽栗郡 竹ヶ鼻村                  | 羽栗郡 竹ヶ鼻村                  | 羽栗郡 竹ヶ鼻村                      | 羽栗郡 竹ヶ鼻町            | 羽島郡 竹ヶ鼻町             | 中島郡 竹ヶ鼻町                         | 中島郡 竹ヶ鼻町              | 中島郡 竹ヶ鼻町 | 昭和29年 4月1日 羽島市 | 羽島市 |
| 中島郡 駒塚村           | 中島郡 駒塚村                    | 中島郡 駒塚村                    | 中島郡 駒塚村                        | 中島郡 駒塚村              | 中島郡 駒塚村               | 大正15年 4月30日 中島郡 竹ヶ鼻町 に編入 | 中島郡 竹ヶ鼻町              | 中島郡 竹ヶ鼻町 | 昭和29年 4月1日 羽島市 | 羽島市 |
| 中島郡 狐穴村           | 中島郡 狐穴村                    | 中島郡 狐穴村                    | 中島郡 狐穴村                        | 中島郡 駒塚村              | 中島郡 駒塚村               | 大正15年 4月30日 中島郡 竹ヶ鼻町 に編入 | 中島郡 竹ヶ鼻町              | 中島郡 竹ヶ鼻町 | 昭和29年 4月1日 羽島市 | 羽島市 |
| 中島郡 飯柄村           | 中島郡 飯柄村                    | 中島郡 飯柄村                    | 中島郡 飯柄村                        | 中島郡 駒塚村              | 中島郡 駒塚村               | 大正15年 4月30日 中島郡 竹ヶ鼻町 に編入 | 中島郡 竹ヶ鼻町              | 中島郡 竹ヶ鼻町 | 昭和29年 4月1日 羽島市 | 羽島市 |
| 中島郡 蜂尻村           | 中島郡 蜂尻村                    | 中島郡 蜂尻村                    | 中島郡 蜂尻村                        | 中島郡 駒塚村              | 中島郡 駒塚村               | 大正15年 4月30日 中島郡 竹ヶ鼻町 に編入 | 中島郡 竹ヶ鼻町              | 中島郡 竹ヶ鼻町 | 昭和29年 4月1日 羽島市 | 羽島市 |
| 羽栗郡 本郷村           | 羽栗郡 本郷村                    | 羽栗郡 本郷村                    | 羽栗郡 本郷村                        | 羽島郡 福寿村              | 羽島郡 福寿村               | 羽島郡 福寿村                           | 羽島郡 福寿村                | 羽島郡 福寿村   | 昭和29年 4月1日 羽島市 | 羽島市 |
| 羽栗郡 平方村           | 羽栗郡 平方村                    | 羽栗郡 平方村                    | 羽栗郡 平方村                        | 羽島郡 福寿村              | 羽島郡 福寿村               | 羽島郡 福寿村                           | 羽島郡 福寿村                | 羽島郡 福寿村   | 昭和29年 4月1日 羽島市 | 羽島市 |
| 羽栗郡 浅平村           | 羽栗郡 浅平村                    | 羽栗郡 浅平村                    | 羽栗郡 浅平村                        | 羽島郡 福寿村              | 羽島郡 福寿村               | 羽島郡 福寿村                           | 羽島郡 福寿村                | 羽島郡 福寿村   | 昭和29年 4月1日 羽島市 | 羽島市 |
| 羽栗郡 間島村           | 明治7年 9月 改称 羽栗郡 西間島村 | 明治12年 11月 改称 羽栗郡 間島村 | 羽栗郡 間島村                        | 羽島郡 福寿村              | 羽島郡 福寿村               | 羽島郡 福寿村                           | 羽島郡 福寿村                | 羽島郡 福寿村   | 昭和29年 4月1日 羽島市 | 羽島市 |
| 羽栗郡 坂丸村           | 羽栗郡 坂丸村                    | 明治8年 1月 羽栗郡 坂丸村        | 羽栗郡 坂丸村                        | 羽栗郡 正木村              | 羽島郡 正木村               | 羽島郡 正木村                           | 羽島郡 正木村                | 羽島郡 正木村   | 昭和29年 4月1日 羽島市 | 羽島市 |
| 羽栗郡 加納新田         | 羽栗郡 加納新田                  | 明治8年 1月 羽栗郡 坂丸村        | 羽栗郡 坂丸村                        | 羽栗郡 正木村              | 羽島郡 正木村               | 羽島郡 正木村                           | 羽島郡 正木村                | 羽島郡 正木村   | 昭和29年 4月1日 羽島市 | 羽島市 |
| 羽栗郡 不破一色村       | 羽栗郡 不破一色村                | 羽栗郡 不破一色村                | 羽栗郡 不破一色村                    | 羽栗郡 正木村              | 羽島郡 正木村               | 羽島郡 正木村                           | 羽島郡 正木村                | 羽島郡 正木村   | 昭和29年 4月1日 羽島市 | 羽島市 |
| 羽栗郡 森村             | 羽栗郡 森村                      | 羽栗郡 森村                      | 羽栗郡 森村                          | 羽栗郡 正木村              | 羽島郡 正木村               | 羽島郡 正木村                           | 羽島郡 正木村                | 羽島郡 正木村   | 昭和29年 4月1日 羽島市 | 羽島市 |
| 羽栗郡 光法寺村         | 羽栗郡 光法寺村                  | 羽栗郡 光法寺村                  | 羽栗郡 光法寺村                      | 羽栗郡 正木村              | 羽島郡 正木村               | 羽島郡 正木村                           | 羽島郡 正木村                | 羽島郡 正木村   | 昭和29年 4月1日 羽島市 | 羽島市 |
| 羽栗郡 南及村           | 羽栗郡 南及村                    | 羽栗郡 南及村                    | 羽栗郡 南及村                        | 羽栗郡 正木村              | 羽島郡 正木村               | 羽島郡 正木村                           | 羽島郡 正木村                | 羽島郡 正木村   | 昭和29年 4月1日 羽島市 | 羽島市 |
| 中島郡 大浦村           | 中島郡 大浦村                    | 中島郡 大浦村                    | 中島郡 大浦村                        | 羽栗郡 正木村              | 羽島郡 正木村               | 羽島郡 正木村                           | 羽島郡 正木村                | 羽島郡 正木村   | 昭和29年 4月1日 羽島市 | 羽島市 |
| 中島郡 曲利村           | 中島郡 曲利村                    | 中島郡 曲利村                    | 中島郡 曲利村                        | 羽栗郡 正木村              | 羽島郡 正木村               | 羽島郡 正木村                           | 羽島郡 正木村                | 羽島郡 正木村   | 昭和29年 4月1日 羽島市 | 羽島市 |
| 中島郡 新井村           | 中島郡 新井村                    | 中島郡 新井村                    | 中島郡 新井村                        | 羽栗郡 正木村              | 羽島郡 正木村               | 羽島郡 正木村                           | 羽島郡 正木村                | 羽島郡 正木村   | 昭和29年 4月1日 羽島市 | 羽島市 |
| 中島郡 須賀村           | 中島郡 須賀村                    | 中島郡 須賀村                    | 中島郡 須賀村                        | 羽栗郡 正木村              | 羽島郡 正木村               | 羽島郡 正木村                           | 羽島郡 正木村                | 羽島郡 正木村   | 昭和29年 4月1日 羽島市 | 羽島市 |
| 中島郡 三ツ柳村         | 中島郡 三ツ柳村                  | 中島郡 三ツ柳村                  | 中島郡 三ツ柳村                      | 羽栗郡 正木村              | 羽島郡 正木村               | 羽島郡 正木村                           | 羽島郡 正木村                | 羽島郡 正木村   | 昭和29年 4月1日 羽島市 | 羽島市 |
| 中島郡 江吉良村         | 中島郡 江吉良村                  | 中島郡 江吉良村                  | 中島郡 江吉良村                      | 中島郡 江吉良村            | 中島郡 江吉良村             | 中島郡 江吉良村                         | 中島郡 江吉良村              | 中島郡 江吉良村 | 昭和29年 4月1日 羽島市 | 羽島市 |
| 中島郡 舟橋村           | 中島郡 舟橋村                    | 中島郡 舟橋村                    | 中島郡 舟橋村                        | 中島郡 江吉良村            | 中島郡 江吉良村             | 中島郡 江吉良村                         | 中島郡 江吉良村              | 中島郡 江吉良村 | 昭和29年 4月1日 羽島市 | 羽島市 |
| 中島郡 堀津村           | 中島郡 堀津村                    | 中島郡 堀津村                    | 中島郡 堀津村                        | 中島郡 堀津村              | 中島郡 堀津村               | 中島郡 堀津村                           | 中島郡 堀津村                | 中島郡 堀津村   | 昭和29年 4月1日 羽島市 | 羽島市 |
| 中島郡 沖村             | 中島郡 沖村                      | 中島郡 沖村                      | 中島郡 沖村                          | 中島郡 上中島村            | 中島郡 上中島村             | 中島郡 上中島村                         | 中島郡 上中島村              | 中島郡 上中島村 | 昭和29年 4月1日 羽島市 | 羽島市 |
| 中島郡 中村             | 中島郡 中村                      | 中島郡 中村                      | 中島郡 中村                          | 中島郡 上中島村            | 中島郡 上中島村             | 中島郡 上中島村                         | 中島郡 上中島村              | 中島郡 上中島村 | 昭和29年 4月1日 羽島市 | 羽島市 |
| 中島郡 一色村           | 中島郡 一色村                    | 中島郡 一色村                    | 中島郡 一色村                        | 中島郡 上中島村            | 中島郡 上中島村             | 中島郡 上中島村                         | 中島郡 上中島村              | 中島郡 上中島村 | 昭和29年 4月1日 羽島市 | 羽島市 |
| 中島郡 長間村           | 中島郡 長間村                    | 中島郡 長間村                    | 中島郡 長間村                        | 中島郡 上中島村            | 中島郡 上中島村             | 中島郡 上中島村                         | 中島郡 上中島村              | 中島郡 上中島村 | 昭和29年 4月1日 羽島市 | 羽島市 |
| 中島郡 千束新田         | 中島郡 千束新田                  | 中島郡 千束新田                  | 中島郡 長間村                        | 中島郡 上中島村            | 中島郡 上中島村             | 中島郡 上中島村                         | 中島郡 上中島村              | 中島郡 上中島村 | 昭和29年 4月1日 羽島市 | 羽島市 |
| 中島郡 午北新田         | 中島郡 午北新田                  | 中島郡 午北新田                  | 中島郡 午北新田                      | 中島郡 上中島村            | 中島郡 上中島村             | 中島郡 上中島村                         | 中島郡 上中島村              | 中島郡 上中島村 | 昭和29年 4月1日 羽島市 | 羽島市 |
| 中島郡 市之枝村         | 中島郡 市之枝村                  | 中島郡 市之枝村                  | 中島郡 市之枝村                      | 中島郡 下中島村            | 中島郡 下中島村             | 中島郡 下中島村                         | 中島郡 下中島村              | 中島郡 下中島村 | 昭和29年 4月1日 羽島市 | 羽島市 |
| 中島郡 石田村           | 中島郡 石田村                    | 中島郡 石田村                    | 中島郡 石田村                        | 中島郡 下中島村            | 中島郡 下中島村             | 中島郡 下中島村                         | 中島郡 下中島村              | 中島郡 下中島村 | 昭和29年 4月1日 羽島市 | 羽島市 |
| 中島郡 城屋敷村         | 中島郡 城屋敷村                  | 中島郡 城屋敷村                  | 中島郡 城屋敷村                      | 中島郡 下中島村            | 中島郡 下中島村             | 中島郡 下中島村                         | 中島郡 下中島村              | 中島郡 下中島村 | 昭和29年 4月1日 羽島市 | 羽島市 |
| 中島郡 西加賀野井村     | 中島郡 西加賀野井村              | 中島郡 西加賀野井村              | 中島郡 西加賀野井村                  | 中島郡 下中島村            | 中島郡 下中島村             | 中島郡 下中島村                         | 中島郡 下中島村              | 中島郡 下中島村 | 昭和29年 4月1日 羽島市 | 羽島市 |
| 中島郡 小薮村           | 中島郡 小薮村                    | 中島郡 小薮村                    | 中島郡 小薮村                        | 中島郡 小薮村              | 中島郡 小薮村               | 中島郡 小薮村                           | 昭和2年 4月1日 中島郡 桑原村 | 中島郡 桑原村   | 昭和29年 4月1日 羽島市 | 羽島市 |
| 中島郡 午南新田         | 中島郡 午南新田                  | 中島郡 午南新田                  | 中島郡 午南新田                      | 中島郡 午南新田            | 中島郡 小薮村               | 中島郡 小薮村                           | 昭和2年 4月1日 中島郡 桑原村 | 中島郡 桑原村   | 昭和29年 4月1日 羽島市 | 羽島市 |
| 中島郡 大須村           | 中島郡 大須村                    | 中島郡 大須村                    | 中島郡 大須村                        | 中島郡 大須村              | 中島郡 小薮村               | 中島郡 小薮村                           | 昭和2年 4月1日 中島郡 桑原村 | 中島郡 桑原村   | 昭和29年 4月1日 羽島市 | 羽島市 |
| 中島郡 八神村           | 中島郡 八神村                    | 中島郡 八神村                    | 中島郡 八神村                        | 中島郡 八神村              | 中島郡 八神村               | 中島郡 八神村                           | 昭和2年 4月1日 中島郡 桑原村 | 中島郡 桑原村   | 昭和29年 4月1日 羽島市 | 羽島市 |
| 中島郡 東方村           | 中島郡 東方村                    | 中島郡 東方村                    | 中島郡 東方村                        | 中島郡 八神村              | 中島郡 八神村               | 中島郡 八神村                           | 昭和2年 4月1日 中島郡 桑原村 | 中島郡 桑原村   | 昭和29年 4月1日 羽島市 | 羽島市 |

## 人口
| |                                        |  |
| 羽島市と全国の年齢別人口分布（2005年） | 羽島市の年齢・男女別人口分布（2005年） |  |
| ■紫色 ― 羽島市 ■緑色 ― 日本全国 | ■青色 ― 男性 ■赤色 ― 女性              |  |
| 羽島市（に相当する地域）の人口の推移 \| 1970年（昭和45年） \| 48,075人 \| \| \| 1975年（昭和50年） \| 52,570人 \| \| \| 1980年（昭和55年） \| 56,975人 \| \| \| 1985年（昭和60年） \| 59,760人 \| \| \| 1990年（平成2年） \| 61,460人 \| \| \| 1995年（平成7年） \| 63,962人 \| \| \| 2000年（平成12年） \| 64,713人 \| \| \| 2005年（平成17年） \| 66,730人 \| \| \| 2010年（平成22年） \| 67,197人 \| \| \| 2015年（平成27年） \| 67,337人 \| \| \| 2020年（令和2年） \| 65,649人 \| \| |                                        |  |
| 総務省統計局 国勢調査より |                                        |  |
| 1970年（昭和45年） | 48,075人                               |  |
| 1975年（昭和50年） | 52,570人                               |  |
| 1980年（昭和55年） | 56,975人                               |  |
| 1985年（昭和60年） | 59,760人                               |  |
| 1990年（平成2年） | 61,460人                               |  |
| 1995年（平成7年） | 63,962人                               |  |
| 2000年（平成12年） | 64,713人                               |  |
| 2005年（平成17年） | 66,730人                               |  |
| 2010年（平成22年） | 67,197人                               |  |
| 2015年（平成27年） | 67,337人                               |  |
| 2020年（令和2年） | 65,649人                               |  |

## 行政
市長：松井聡（2012年12月21日就任、4期目）

### 歴代市長
- 初代：堀順一（1954年 - 1962年　2期）
- 2代：河村忠一（1962年 - 1978年　4期）
- 3代：国枝金市（1978年 - 1980年　1期）
- 4代：酒井忠好（1980年 - 1988年　2期）
- 5代：岩田博正（1988年 - 1996年　2期）
- 6代：吉田三郎（1996年 - 2004年　2期）
- 7代：白木義春（2004年 -  2012年　2期）
- 8代︰松井聡　(2012年- 　4期)

## 議会

### 市議会
市議会議員定数は18名。

### 衆議院
- 選挙区：岐阜3区 （関市、美濃市、羽島市、各務原市、山県市、瑞穂市、本巣市、羽島郡、本巣郡）
- 任期：2024年10月27日 - 2028年10月26日
- 投票日：2024年10月27日
- 当日有権者数：406,711人
- 投票率：53.17％

| 当落 | 候補者名 | 年齢 | 所属党派     | 新旧別 | 得票数   | 重複 |
| ---- | -------- | ---- | ------------ | ------ | -------- | ---- |
| 当   | 武藤容治 | 69   | 自由民主党   | 前     | 98,370票 | ○    |
| 比当 | 仙田晃宏 | 42   | 国民民主党   | 新     | 64,039票 | ○    |
| 比当 | 阪口直人 | 61   | れいわ新選組 | 元     | 48,002票 | ○    |

## 産業・観光
竹鼻町は城下町として栄え、羽島地方の商業の中心地であったが、現在では近郊にスーパーマーケットやショッピングモールが出来るなどして栄えている。市の大部分は基本的に農業を営んでいたが同時に養蚕も行っており、明治以降は中小の紡績工場などで栄え、繊維の町として対岸の尾西市（現：一宮市）と威を誇っていたが、現在ではやはり衰えつつある。正木町は羽島市の中で最も北東にあって、鉄道や自動車で岐阜や名古屋に向かう人びとのベッドタウンとなり、羽島市内では最も人口が多い。南部は農業が盛んで、田園地帯が多い。
主要な農産物は米で、岐阜県特有の品種ハツシモを育てている農家が多い。その他に、柿やイチゴの栽培が多い。十六ささげという莢が細長いマメが栽培されている数少ない地域の一つ。
竹鼻町には永田佐吉によって作られた佐吉仏とよばれる大仏と竹鼻別院の藤がある。木曽川を挟んだ愛知県一宮市とともに繊維業が盛ん。
羽島市内には中観音堂や長間薬師寺といった円空仏を安置する寺院がある。

## 教育

### 大学
- 岐阜県立看護大学

### 専門学校
- 羽島市医師会准看護学校

### 高校
- 岐阜県立羽島高等学校

### 義務教育学校
- 羽島市立桑原学園

### 中学校
- 羽島市立竹鼻中学校
- 羽島市立中央中学校
- 羽島市立中島中学校
- 羽島市立羽島中学校

### 小学校
- 羽島市立足近小学校
- 羽島市立小熊小学校
- 羽島市立竹鼻小学校
- 羽島市立中央小学校
- 羽島市立中島小学校
- 羽島市立福寿小学校
- 羽島市立堀津小学校
- 羽島市立正木小学校

### フリースクール
- みんなの学び舎　ことのは

## 交通

### 鉄道

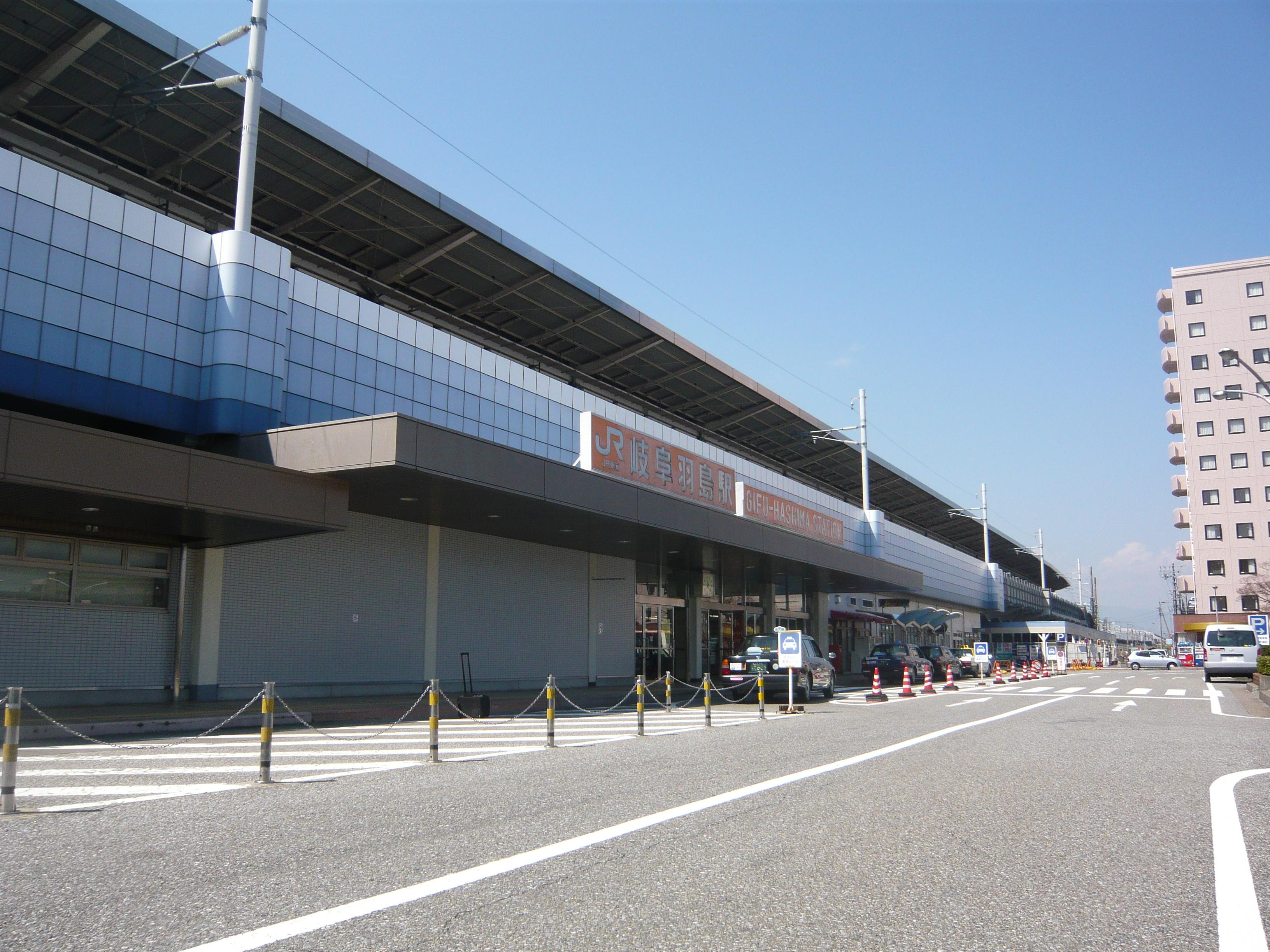
岐阜羽島駅

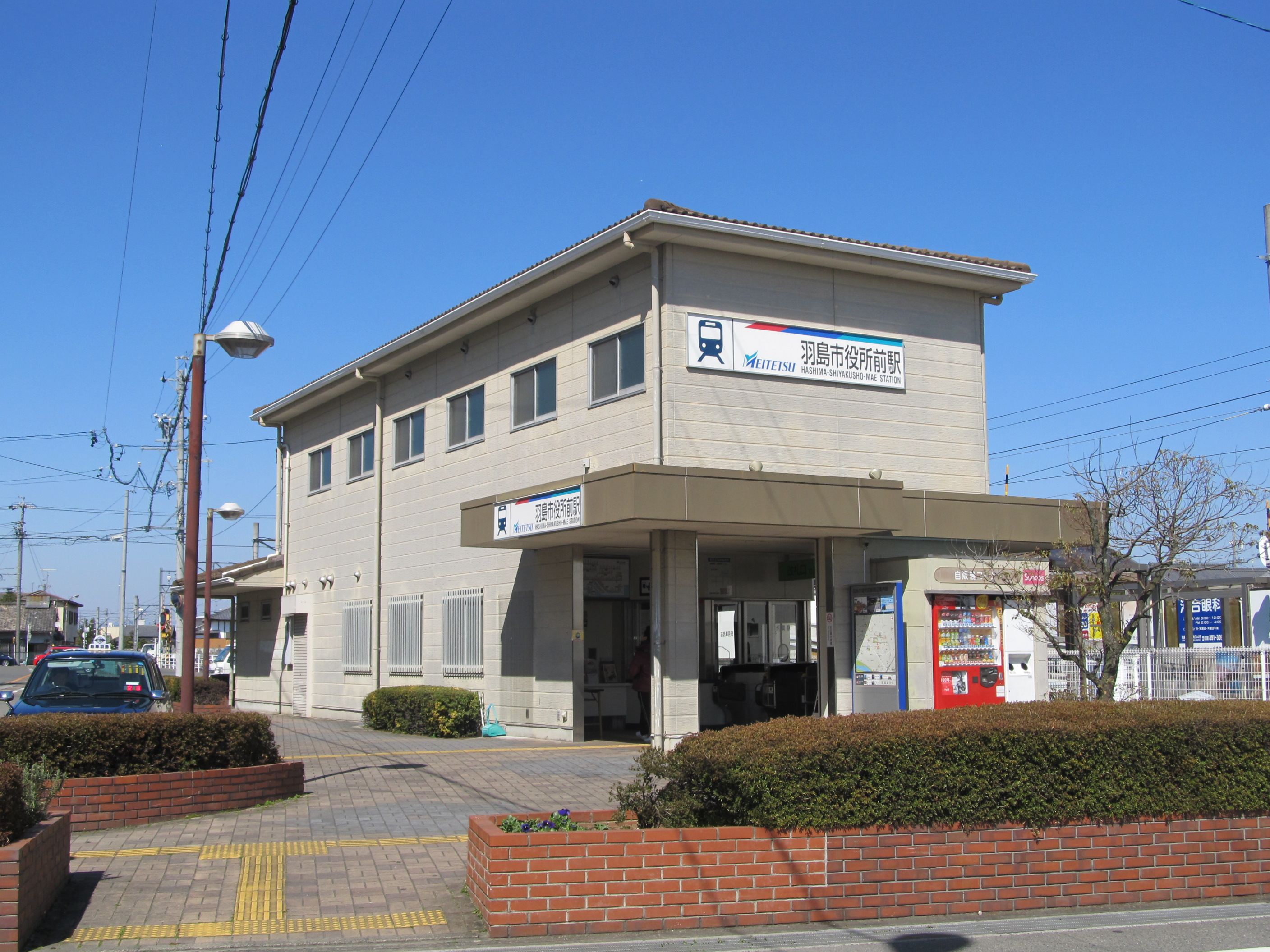
羽島市役所前駅

市の代表となる駅：新幹線岐阜羽島駅 、名鉄羽島市役所前駅
東海旅客鉄道（JR東海）
東海道新幹線：- 岐阜羽島駅 -
名古屋鉄道（名鉄）
竹鼻線：- 南宿駅 - 須賀駅 - 不破一色駅 - 竹鼻駅 - 羽島市役所前駅 - 江吉良駅
羽島線：江吉良駅 - 新羽島駅（新幹線駅隣接）

### バス
- 名阪近鉄バス
- 羽島市コミュニティバス
- 海津市コミュニティバス
- 岐阜乗合自動車

### 道路
- 名神高速道路：岐阜羽島IC
- 一般国道は通っていない。
- 岐阜県道1号岐阜南濃線
- 岐阜県道・愛知県道18号大垣一宮線
- 岐阜県道・三重県道23号北方多度線
- 岐阜県道30号羽島養老線
- 岐阜県道46号岐阜羽島インター線
- 岐阜県道118号・愛知県道135号羽島稲沢線
- 岐阜県道・愛知県道134号桑原祖父江線
- 岐阜県道151号岐阜羽島線
- 岐阜県道153号羽島茶屋新田線
- 岐阜県道157号鶉羽島線
- 岐阜県道165号小熊正木線
- 岐阜県道166号桑原下中線
- 岐阜県道183号正木岐阜線
- 岐阜県道184号下中笠松線
- 岐阜県道・愛知県道193号大垣江南線
- 岐阜県道194号茶屋新田堀津線
- 岐阜県道195号岐阜千本松原公園自転車道線
- 岐阜県道199号竹鼻停車場線
- 岐阜県道206号岐阜羽島停車場線

## 通信
- 本市の市外局番は058（岐阜MA。岐阜市や各務原市[注 1]、羽島郡、瑞穂市（一部を除く）、本巣市（一部地域[注 2]）、本巣郡北方町と同じ）が使用される[注 3]。

## 施設

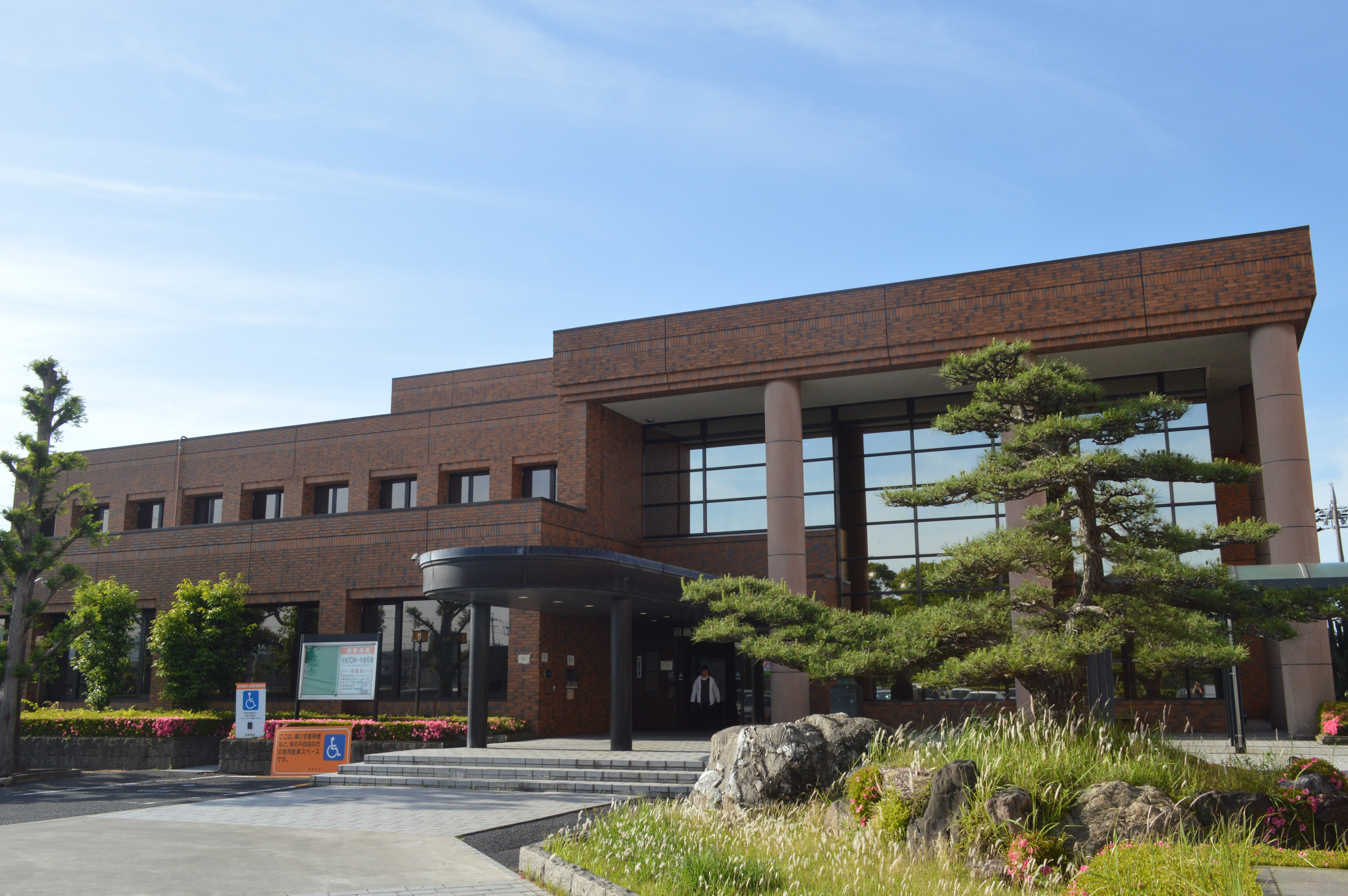
羽島市立図書館

### 市の施設
- 羽島市役所
- 足近コミュニティセンター
- 小熊コミュニティセンター
- 正木コミュニティセンター
- 福寿コミュニティセンター
- 江吉良コミュニティセンター
- 堀津コミュニティセンター
- 上中コミュニティセンター
- 下中コミュニティセンター
- はしまコミュニティセンター
- 桑原コミュニティセンター
- 竹鼻南コミュニティセンター
- 竹鼻コミュニティセンター
- 福寿地域交流センター
- はしま観光交流センター
- 羽島市防災ステーション
- 羽島市民会館
- 羽島市文化センター
- 羽島市教育センター
- 羽島市立図書館
- 羽島市歴史民俗資料館・羽島市映画資料館
- 羽島市竹鼻町屋ギャラリー
- 羽島市竹鼻まつり山車会館
- 羽島市民病院
- 羽島市保健センター
- 羽島市老人福祉センター
- 老人福祉センター羽島温泉
- 羽島市福祉ふれあい会館
- 羽島市柔剣道場
- 羽島市弓道場
- 羽島市運動公園
- 木曽川堤外正木運動場
- 木曽川堤外下中運動場
- ふれあいの里みどりの広場
- 長良川多目的運動場
- 長良川南部多目的広場

### 警察署
- 岐阜羽島警察署（岐阜市）
  - 竹鼻交番
  - 正木交番
  - 小熊警察官駐在所
  - 上中警察官駐在所
  - 桑原警察官駐在所

### 消防署
- 羽島市消防本部（羽島消防署）
  - 北分署
  - 南分署

### 医療
主な病院
- 羽島市民病院

### 商業施設
- 羽島Wing151
- バロー羽島インター店
- コストコ岐阜羽島倉庫店
- 岐阜羽島ガーデンモール

## 名所・旧跡・観光スポット・祭事・催事
- 美濃竹鼻祭り・ふじまつり
- 大賀ハスまつり（7月）

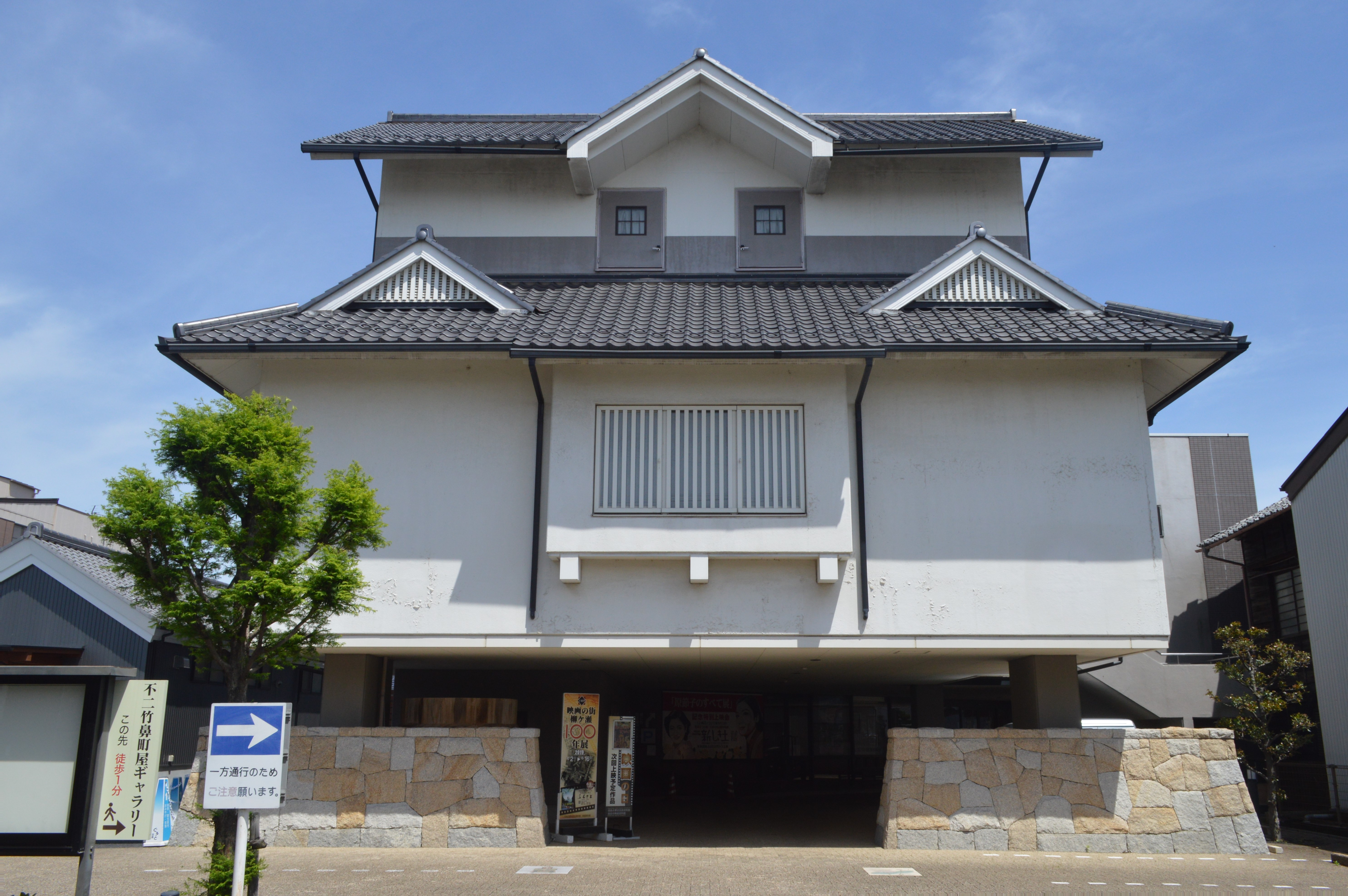
羽島市歴史民俗資料館・羽島市映画資料館

- 濃尾大花火（8月） - 一宮市と共催。2022年に羽島市が撤退したため、平成30年度の開催が最後となった。
- ぎふ羽島駅前フェス - 1992年から開催されていた美濃竹鼻なまずまつりが2018年に改称。
- 阿遅加神社
- 八剱神社　（羽島市竹鼻町）
- 八剱神社　（羽島市桑原町八神）
- 貴船神社（羽島市正木町森）
- 長間神明神社（羽島市上中町）
- 野々宮神社
- 櫟江神社
- 阿蘇神社
- 竹鼻別院
- 真福寺（大須観音）
- 中野の渡し
- 石田の猿尾
- 八神猿尾
- 中観音堂・羽島円空資料館
- 羽島温泉
- 桜堤サブセンター（国営木曽三川公園の一つ）

## 文化財

### 有形文化財
- 永照寺本堂:県指定
- 絹本著色両界曼荼羅（法泉寺）:県指定
- 絹本著色羅漢図（西方寺）:県指定
- 絹本著色聖徳太子像（西方寺）:県指定
- 木造阿弥陀如来立像（西方寺）:県指定
- 絵天井（本覚寺）:県指定
- 銅造如来三尊像（大恵寺）:県指定
- 木造阿弥陀如来立像（円覚寺）:県指定
- 木造狛犬（八剱神社）:県指定
- 円空作仏像（中観音堂）:県指定
- 円空作仏像（長間薬師寺）:県指定
- 太刀銘貞綱（個人所有）:県指定

### 有形民俗文化財
- 竹鼻祭りの山車:県指定

### 無形民俗文化財
- 平方勢獅子:県指定

### 史跡
- 八神城:県指定
- 加賀野井城：県指定
- 佐吉仏（大仏寺）:県指定
- 起渡船場石灯台:県指定
- 江吉良清江寺薩摩工事義歿者墓:県指定
- 竹ヶ鼻大谷別院薩摩工事義歿者墓:県指定
- 竹鼻少林寺薩摩工事義歿者墓:県指定
- 竹ヶ鼻城：市指定
- 大浦城
- 石河邸址
- 本郷城
- 石田城
- 須賀城

### 天然記念物
- 竹鼻別院のフジ

## 関連人物

### 出身者
- 山田守 - 建築家。
- 坂倉準三 - 建築家。旧羽島市庁舎の設計者。
- 羽嶋山昌乃武 - 大相撲力士。
- 山田日登志 - PEC産業教育センター長。
- 横山泰行 - 教育学者。富山大学教授。ドラえもん学提唱者。
- 上山明博 - ノンフィクション作家・小説家。
- 河合孝憲 - 地方公務員。岐阜県副知事。
- 山口健次 - 俳優。
- 英智 - プロ野球選手・指導者。
- ミノワマン - プロレスラー。
- 葛谷葉子 - シンガーソングライター。
- おおばあつし - 漫画家。
- 辻友貴 - ミュージシャン。cinema staffのギタリスト。
- 辻本達規 - タレント・俳優。
- 東松寛文 - リーマントラベラー、作家。
- 原亮一郎 - 東京書籍会長。
- 原亮三郎 - 金港堂書籍社長。
- 吉川尚輝 - プロ野球選手。
- 樋口恭介 - SF小説家。
- 清水太右衛門 - 幼女を救って殉職した国鉄職員

### ゆかりのある人物
- 寺脇康文 - タレント・俳優。

### 名誉市民
- 岩田仲右衛門 - 元羽島市商工会会長
- 渡辺六一 - 実業家、元上中島村議会議員、元羽島市議会議員
- 戸田菊夫 - 元羽島市議会議員、元岐阜県議会議員
- 國枝金一 - 元羽島市長
- 河村忠一 - 元羽島市長
- 堀順一 - 元羽島市長
- 酒井忠好 - 元羽島市長

## スポーツチーム
- 日本エコシステム男子ソフトボールチーム - 旧・岐阜エコデンSC。男子ソフトボールチーム。
- 西濃運輸硬式野球部 - 西濃運輸が保有する社会人野球の企業チーム。2014年に都市対抗野球で優勝している。
- 大垣ミナモソフトボールクラブ - JDリーグ所属の女子ソフトボールチーム。
- はしま なごみスポーツクラブ